# 米哈爾基夫 (伊凡諾-法蘭科夫斯基州)
48°41′35″N 25°1′56″E / 48.69306°N 25.03222°E
米哈爾基夫（羅馬化：Mykhalkiv）是烏克蘭的村落，位於該國西部伊萬諾-弗蘭科夫斯克州，由科洛梅亞區負責管轄，面積6.7平方公里，2001年人口106，人口密度每平方公里15.82人。